# Йек, Петер
Петер Йек (нем. Peter Jaeck; 2 декабря 1894, Дюрен — 5 октября 1937, Шмалькальден) — немецкий ученый, профессор, первый директор Института физического воспитания в Марбурге; член НСДАП и Штурмовых отрядов (с 1933)

## Биография
После окончания школы, Петер Йек изучал медицину и философию. С 1914 по 1918 год он участвовал в Первой мировой войне; в 1919 году, вернувшись из лагеря для военнопленных в Шотландию, продолжил учёбу в университете Франкфурта-на-Майне, но сменил специализацию на историю, а также — немецкий и английский языки. В 1922 году, в том же университете, Йек защитил кандидатскую диссертацию по истории города Франкфурт и по Вестфальскому миру. С 1 октября 1923 года он начал работать в университете — стал первым директором Института физического воспитания (Instituts für Leibesübungen, IfL); с 1924 года он также руководил занятиями по гимнастике. В том же году Йек стал приват-доцентом по основам физического воспитания, а в 1925 — экстраординарным профессором. В 1926 году он защитил докторскую диссертацию и год спустя занял позицию полного профессора. Йек являлся сертифицированным инструктором по физической культуре, плаванию, гребле, туризму и лыжам.
В 1933 году Петер Йек вступил НСДАП и Штурмовые отряды (СА). 11 ноября 1933 года Петер Йек был среди более 900 ученых и преподавателей немецких университетов и вузов, подписавших «Заявление профессоров о поддержке Адольфа Гитлера и национал-социалистического государства». Йек проводил активную кампанию за признание такого предмета как «физическое воспитание» в качестве академического: 1934 году «новый порядок» обучения был утвержден министерством образования Третьего Рейха. При этом, физическое воспитание и спорт подвергались милитаризации: были добавлены такие дисциплины как бокс и стрельба. В 1936 году Йек возглавлял студенческий спортивный лагерь на летних Олимпийских играх в Берлине. 5 октября 1937 года он погиб под Шмалкальденом, в результате мото-аварии.

## Работы
- Frankfurt und der Westfälische Friede, in: Archiv für Frankfurts Geschichte und Kultur 32 (1925), S. 215—289.